# Поскок
Европски поскок (лат. Vipera ammodytes) је врста змије из породице љутица.

## Опис
Просечна дужина поскока је 50–70 cm, а максимална дужина је око 1 m. Изражен је полни диморфизам, који се одликује у величини јединке. Јединствена карактеристика поскока, по којој је лако препознатљив, јесте „рог“ на предњем делу главе, изграђен од 9–12 плочица организованих у 2 (или 4) реда. Боја поскока јако варира, од сиве, благо жуте, до светло браон, у зависности од поднебља у којем га налазимо. Заједнчко обележје свих јединки је тамнобраон или црна цик-цак пруга која се протеже целом дужином леђа. Доња страна, иначе кратког репа, пребојена је код јединки оба пола жутом, црвеном или светло зеленом бојом.

## Станиште
Његово станиште се простире са севера, од југа Швајцарске и северне Италије, преко Словеније, Хрватске, Босне и Херцеговине, Црне Горе, Србије, Северне Македоније, Бугарске, Румуније па све до Кавказа.
Од терена највише воли сува и каменита места обрасла трњем и ниским растињем, као и рубове светлих шума. Можемо га срести до 1.000 метара надморске висине.

## Исхрана
У потрагу за храном креће у касним поподневним или вечерњим сатима. Значајан удео у исхрани чине ситни сисари и мишеви, а у јесењем периоду и птице, које хвата на тлу, као и на нижим гранама жбунастог растиња и дрвећа. У том периоду је јако опасан за људе, који могу настрадати услед угриза за врат или главу, јер је пут отрова од места уједа до виталних органа знатно краћи него када је реч о уједу за екстремитете. Плен након уједа убрзо бива онеспособљен за бег, а поскок га проналази одлично развијеним чулом мириса или помоћу топлотних рецептора.

## Отров
Европски поскок је наша најотровнија змија. Отров садржи супстанце које изазивају некрозу ткива и уништавају крвне плочице тромбоците, услед чега може доћи до крварења у унутрашњим органима. Сам ујед често није болан, али се након неколико минута јављају пратећи симптоми у виду главобоље, вртоглавице, убрзаног рада срца, отежаног дисања и повраћања. Зуби поскока могу бити дуги и до 13 mm, што омогућава змији да ефикасно убризга отров у дубље делове ткива и мишиће, што доприноси бржем ширењу отрова кроз организам. Зато је важно да се противотров добије у што је могуће краћем року. Ујед поскока је често смртоносан, а код старијих особа и деце смрт је готово загарантована у случају неправовремено пружене помоћи.